# Greetings from Asbury Park, N.J.
| 전문가 평가                   | 전문가 평가 |
| 평가 점수                     | 평가 점수   |
| 출처                          | 점수        |
| ----------------------------- | ----------- |
| AbsolutePunk                  | [ 1 ]       |
| AllMusic                      | [ 2 ]       |
| Chicago Tribune               | [ 3 ]       |
| Christgau's Record Guide      | B+          |
| Creem                         | B           |
| Encyclopedia of Popular Music | [ 6 ]       |
| MusicHound Rock               | 2.5/5       |
| Q                             | [ 8 ]       |
| The Rolling Stone Album Guide | [ 9 ]       |
| Tom Hull – on the Web         | B           |

《Greetings from Asbury Park, N.J.》는 미국의 싱어송라이터 브루스 스프링스틴의 데뷔 스튜디오 음반이다. 마이크 아펠과 짐 크레타코스가 1972년 6월부터 10월까지 914 사운드 스튜디오에서 제작하였다. 이 음반은 1973년 1월 5일, 컬럼비아 레코드에 의해 평균 판매량을 기록했지만 긍정적인 비평으로 발매되었다.
1985년 6월 15일, 스프링스틴의 《Born in the U.S.A.》 투어가 영국에 도착한 후, 《Greetings from Asbury Park, N.J.》가 영국에서 처음 차트화되었고, 10주 동안 100위 안에 머물렀다. 2003년, 이 음반은 《롤링 스톤》의 역사상 가장 위대한 음반 500장에서 379위로 선정되었고, 2013년 같은 잡지인 《Greetings from Asbury Park, N.J.》가 "역사상 가장 위대한 데뷔 음반 100장" 중 하나로 선정되었다. 2009년 11월 22일, 《Greetings from Asbury Park, N.J.》는 뉴욕주 버펄로의 HSBC 아레나에서 브루스 스프링스틴과 E 스트리트 밴드에 의해 《Working on a Dream》 투어의 마지막 공연을 축하하기 위해 처음으로 연주되었다.

## 녹음
스프링스틴과 그의 첫 매니저 마이크 아펠은 컬럼비아 레코드의 진보를 최대한 아끼기 위해 저렴한 가격의 914 사운드 스튜디오에서 음반을 녹음했고 1972년 6월 마지막 주 동안 대부분의 곡들을 잘라냈다.
음반이 녹음된 지 얼마 되지 않아 논쟁이 벌어졌고 존 해먼드는 솔로 곡을 선호했고, 스프링스틴은 밴드 곡을 선호했다. 이에 따라, 음반은 밴드(〈For You〉, 〈Growin' Up〉, 〈Does This Bus Stop at 82nd Street?〉, 〈It's Hard to be a Saint in the City〉 그리고 〈Lost in the Flood〉) 와 5곡의 솔로곡(〈Mary Queen of Arkansas〉, 〈The Angel〉, 〈Jazz Musician〉, 〈Arabian Nights〉 그리고 〈Visitation at Fort Horn〉)을 수록하는 것으로 타협이 이루어졌다.
하지만, 컬럼비아 레코드의 회장 클라이브 데이비스는 1972년 8월 10일 이 음반이 제출되는 것을 들었을 때, 그는 그것이 잠재적인 히트 싱글이 부족하다고 느꼈고, 그것을 거절했다. 스프링스틴은 빠르게 〈Blinded by the Light〉와 〈Spirit in the Night〉를 썼고, 1972년 9월 11일 두 곡을 녹음했다. 피아니스트 데이비드 샌셔스와 베이시스트 게리 탈렌트는 사용할 수 없었기 때문에 3인조 밴드가 사용되었는데, 이는 드럼의 비니 로페즈, 기타, 베이스 그리고 피아노의 스프링스틴, 색소폰의 클래런스 클레먼스였다. 컬럼비아는 수정된 음반을 받아들였고, 데이비스는 개인적으로 스프링스틴의 반응에 기뻐했다. Columbia accepted the revised album, and Davis was personally pleased with Springsteen's response.

## 곡 목록
모든 곡들은 브루스 스프링스틴에 의해 작사/작곡하였다.
| #  | 제목                                   | 재생 시간 |
| -- | -------------------------------------- | --------- |
| 1. | 〈Blinded by the Light〉               | 5:06      |
| 2. | 〈Growin' Up〉                         | 3:05      |
| 3. | 〈Mary Queen of Arkansas〉             | 5:21      |
| 4. | 〈Does This Bus Stop at 82nd Street?〉 | 2:05      |
| 5. | 〈Lost in the Flood〉                  | 5:17      |

| #  | 제목                                    | 재생 시간 |
| -- | --------------------------------------- | --------- |
| 1. | 〈The Angel〉                           | 3:24      |
| 2. | 〈For You〉                             | 4:40      |
| 3. | 〈Spirit in the Night〉                 | 5:00      |
| 4. | 〈It's Hard to Be a Saint in the City〉 | 3:13      |

## 인증
| 국가                       | 인증        | 판매량/출하량 |
| -------------------------- | ----------- | ------------- |
| 영국 (BPI)                 | 실버        | 60,000^       |
| 미국 (RIAA)                | 2× 플래티넘 | 2,000,000^    |
| ^출하량을 기반으로 한 인증 |             |               |

## 같이 보기
- 애즈베리파크